# Fidji aux Jeux paralympiques d'été de 2024
 (signalé en juillet 2025).
Si vous disposez d'ouvrages ou d'articles de référence ou si vous connaissez des sites web de qualité traitant du thème abordé ici, merci de compléter l'article en donnant les références utiles à sa vérifiabilité et en les liant à la section « Notes et références ».
- Archive Wikiwix
- Bing
- Cairn
- DuckDuckGo
- E. Universalis
- Gallica
- Google
- G. Books
- G. News
- G. Scholar
- Persée
- Qwant
- (zh) Baidu
- (ru) Yandex
- (wd) trouver des œuvres sur Wikidata

Le Fidji participe aux Jeux paralympiques d'été de 2024 à Paris, en France du 28 août au 8 septembre 2024. Il s'agit de sa 10e participation à des Jeux paralympiques d'été.

## Délégation
Le tableau suivant montre le nombre d'athlètes dans chaque discipline :
| Sport      | Hommes | Femmes | Total |
| ---------- | ------ | ------ | ----- |
| Athlétisme | 0      | 2      | 2     |
| Taekwondo  | 0      | 1      | 1     |
| Total      | 0      | 3      | 3     |

## Sports

### Athlétisme

#### Femmes
| Athlètes           | Épreuve             | Finale      | Finale |
| Athlètes           | Épreuve             | Performance | Rang   |
| ------------------ | ------------------- | ----------- | ------ |
| Selina Seau        | Lancer de poids F64 | 7,68 m      | 14e    |
| Naibili Vatunisolo | Lancer de poids F64 | 9,19 m      | 12e    |

### Taekwondo
| Athlète   | Catégorie | Huitième de finale     | Quart de finale     | Repêchage 1            | Repêchage 2         | Demi-finale         | Match pour la médaille de bronze | Finale              | Rang     |
| Athlète   | Catégorie | Adversaire Résultat    | Adversaire Résultat | Adversaire Résultat    | Adversaire Résultat | Adversaire Résultat | Adversaire Résultat              | Adversaire Résultat | Rang     |
| --------- | --------- | ---------------------- | ------------------- | ---------------------- | ------------------- | ------------------- | -------------------------------- | ------------------- | -------- |
| Irene Mar | K44 -57Kg | Lypetska Victoire 25-3 | Gürdal Défaite 5-29 | Dosmalova Défaite 6-22 | Éliminée            | Éliminée            | Éliminée                         | Éliminée            | Éliminée |